# La Trinidad, Unión de San Antonio
La Trinidad är en ort i Mexiko.   Den ligger i kommunen Unión de San Antonio och delstaten Jalisco, i den centrala delen av landet, 400 km nordväst om huvudstaden Mexico City. La Trinidad ligger 1 853 meter över havet och antalet invånare är 167.
Terrängen runt La Trinidad är huvudsakligen platt, men åt sydost är den kuperad. Runt La Trinidad är det ganska glesbefolkat, med 48 invånare per kvadratkilometer. Närmaste större samhälle är Lagos de Moreno, 10,8 km nordost om La Trinidad. I omgivningarna runt La Trinidad växer huvudsakligen savannskog.